# Ángela Armero
Ángela Armero (Madrid, 1980) es una guionista de cine y televisión.

## Trayectoria
Autora de guiones en conocidas series como Hospital Central, MIR y 18. Es autora de la tv movie Alfonso, el príncipe maldito, que fue emitida por Telecinco en septiembre de 2010.
También en 2010 se estrenó la película El diario de Carlota, que escribió junto a Roberto Santiago, y ha escrito y dirigido dos cortos: La aventura de Rosa, que protagonizaron Alba Alonso, Fran Perea, Nacho Vigalondo y Javier Gutiérrez y Entrevista, (2011).
Su trabajo más reciente es I'll See You Again, que actualmente se encuentra en fase de preproducción, bajo la dirección de Steven-Charles Jaffe.
Mantiene su propia bitácora y colabora con bloguionistas. Es Diplomada en Guion por la ECAM. Actualmente reside en Madrid, donde compagina su actividad como guionista con la docencia en esta materia en Hotel Kafka.

## Premios y galardones
La aventura de Rosa fue un corto que recibió varios reconocimientos:
- IX Premio Medina del Campo (Proyecto)
- 3.er Premio Categoría de Humor "El Pecado de Llerena"
- Mejor Guion en el Festival de Astorga
- Mención de Honor en X Concurso de Cortos UPM Madrid